# Степовий Іван Якович
Іва́н Я́кович Степови́й (1923—2010) — радянський військовик, учасник Другої світової війни, почесний громадянин Бердичева.

## Життєпис
Народився 1923 року в селі Тернівка Джулинського району Вінницької області в селянській родині, з Іваном росло ще 3 дітей. 1941 року закінчив Тернівську середню школу.
З початком війни евакуйований до Ворошиловградської області — у Новосвітлівський район. 9 серпня 1941 року призваний до лав ЧА, отримав направлення в Дніпропетровське Червонопрапорне артилерійське училище, котре було евакуйовано до міста Томськ. Навчання закінчив за прискореним курсом 29 березня 1942-го, молодший лейтенант.
З квітня 1942-го брав участь у бойових діях на Калінінському фронті, займав посаду командира взводу вогневої підтримки, 290-й полк 186-ї стрілецької дивізії. У серпні 1942 року зазнав важкого поранення; після проходження лікування в госпіталі жовтнем того ж року демобілізований з лав ЧА. Протягом жовтня 1942 — грудня 1944 — старший військовий керівник Залізнично-дорожнього училища в місті Улан-Уде.
Не дивлячись на стан здоров'я, весь час писав рапорти про повернення до лав діючої армії. У грудні 1944 року призваний до лав ЧА, по квітень 1945 року — слухач 29-го Учбового артилерійського полку офіцерського складу. По закінченні навчання направлений на 1-й Білоруський фронт. Проходив військову службу начальником зв'язку дивізіону 1643-го легко-артилерійського Сарненського Червонопрапорного орденів Суворова та Кутузова полку, 9-й танковий корпус. У складі цієї військової частини і зустрів 9 травня 1945-го.
По закінченні війни продовжив службу в лавах ЗС СРСР, по 1948 рік він — начальник зв'язку, командир взводу учбової гаубичної батареї 1649-го полку. З грудня 1948 року — слухач Об'єднаних курсів удосконалення офіцерського складу Прикарпатського військового округу.
До 1953 року — командир взводу 122-мм гаубиць; протягом 1953-1955-х — командир батареї 85-мм гармат 623-го гаубичного артилерійського полку, 70-та гвардійська стрілецька дивізія. В 1955-1960-му роках — командир батареї 12-ї реактивної мінометної бригади, 81-ша армійська дивізія.
1960 року переїздить до Бердичева, проходив військову службу заступником командира дивізіону 685-го окремого ракетного дивізіону, 41-ша гвардійська танкова дивізія (з 1965-го — 117-та Бердичівська учбова танкова дивізія). Протягом 1966—1973 років — заступник начальника артилерії, заступник начальника ракетних військ та артилерії 117-ї танкової дивізії.
З дружиною Надією Митрофанівною виховали дочок Валентину та Світлану, дочекались онуків.
1973 року звільняється з лав Збройних Сил у запас. Протягом 1975—1988 років працював у Бердичівському міському виконавчому комітеті, інспектор з організації добровільних народних дружин. 1989 року полишив роботу в міськвиконкомі та вийшов на пенсію.
Із появою організацій ветеранів України Іван Степовий в лютому 1987 року очолює міську організацію ветеранів. Брав активну участь у ветеранській роботі, входив до складу президії міської ради ветеранів, довгий час очолював раду ветеранів бердичівського міськвиконкому.
Помер 8 січня 2010 року, похований у Бердичеві на міському кладовищі, сектор почесних поховань.

### Нагороди та вшанування
- орден Вітчизняної війни 1 ступеня (1985)
- орден Вітчизняної війни 2 ступеня (1946)
- орден Трудового Червоного Прапора (1972, за виконання державного завдання зі збирання врожаю в Краснодарському й Красноярському краях)
- медаль «За перемогу над Німеччиною»
- медаль «30 років Радянської Армії та Флоту»
- медаль «За бойові заслуги»
- медаль «За бездоганну службу»
- медаль «40 років Збройних Сил СРСР»
- медаль «60 років Збройних Сил СРСР»
- медаль «70 років Збройних Сил СРСР»
- знак «25 років перемоги у Великій Вітчизняній війні»
- медаль «40 років перемоги у Великій Вітчизняній війні 1941—1945 рр.»
- медаль «В ознаменування 100-річчя з дня народження Володимира Ілліча Леніна»
- почесний громадянин Бердичева (рішення міської ради від 26 жовтня 1999 року № 651)